# Brenham
Brenham es un meteorito de pallasita encontrado cerca de Haviland, una pequeña ciudad en el condado de Kiowa, Kansas, Estados Unidos. Las pallasitas son un tipo de meteorito de litosiderito que, cuando se corta y se pule, muestra cristales de olivino amarillento (peridoto).
El meteorito Brenham está asociado con el cráter Haviland.

## Historia
En 1949, un coleccionista llamado H.O. Stockwell descubrió un fragmento de 450 kilogramos, conocido en ese momento como "el meteorito de pallasita más grande del mundo".
En octubre de 2005, el geólogo Philip Mani y el cazador de meteoritos Steve Arnold localizaron y recuperaron el fragmento más grande jamás encontrado de Brenham: una masa de pallasita única de 650 kilogramos.

## Composición y clasificación
Brenham es una pallasita anómala (Pallasita-an).

## Especímenes
El fragmento de 650 kilogramos encontrado por Philip Mani y Steve Arnold se encuentra actualmente en una colección privada en Texas.
El fragmento de 450 kilogramos descubierto en 1949 se llama The Space Wanderer y está en exhibición en The Big Well en Greensburg, Kansas. Fue encontrado y cavado a mano en la granja Ellis Peck, al este de Greensburg.
La colección más grande del mundo de meteoritos Brenham, junto con numerosos fragmentos que pesan un total de 3855 libras se encuentran en el Museo de Meteoritos de Kansas y el Centro de la Naturaleza en Haviland, propiedad de Don I. Stimpson y Sheila M. Knepper.
|  |  |  |